# Distretto di Terektí
Il distretto di Terektí (in kazako: Теректі  ауданы) è un distretto (audan) del Kazakistan con  capoluogo Fedorovka.